# Zazie
Zazie, właściwie Isabelle de Truchis de Varennes (ur. 18 kwietnia 1964 w Boulogne-Billancourt) – francuska piosenkarka, autorka tekstów, kompozytorka muzyki, a także była modelka. Jej pseudonim artystyczny „Zazie” pochodzi od bohaterki powieści francuskiej Zazie dans le metro (Zazi w metrze).  
Oficer Orderu Sztuki i Literatury (2021).

## Dyskografia

### Albumy studyjne
- 1992: Je, Tu, Ils
- 1995: Zen
- 1998: Made in Love
- 2000: La Zizanie
- 2004: Rodéo
- 2007: Totem
- 2010: Za7ie
- 2013: Cyclo
- 2015: Encore heureux
- 2016: L'Intégrale (box zawierający wszystkie studyjne albumy artystki)
- 2016: L'IntégraRe (album dostępny tylko w wersji cyfrowej)
- 2018: Essenciel
- 2022: Aile-P
- 2023: AIR (pełna wersja albumu zawierająca wydane w 2022 roku L'EP, Aile-P oraz 4 premierowe utwory)

### Albumy koncertowe
- 1999: Made in Live
- 2003: Ze live
- 2006: Rodéo Tour

### Kompilacje
- 2008: Zest Of
- 2015: Les 50 Plus Belles Chansons